# Човекот во црно
„Човекот во црно” је југословенски и македонски кратки филм из 1970. године који је режирао Бранко Ставрев. 

## Улоге
| Глумац          | Улога |
| --------------- | ----- |
| Душан Костовски |       |
| Илија Милчин    |       |